# Wer fuhr den grauen Ford?
Wer fuhr den grauen Ford? ist eine 1950 gedrehte Verfilmung eines tatsächlichen Postraubs in Mannheim. Die Produktion war die einzige Regiearbeit von Otto Wernicke.

## Handlung
Südwest-Deutschland kurz nach dem Zweiten Weltkrieg, in der Zeit kurz vor Gründung der Bundesrepublik: Penny, Heiner und der „Chef“, drei junge Männer, die noch aus Soldatenzeiten in der Wehrmacht miteinander befreundet sind, betreiben eine Spedition. Diese dient jedoch lediglich zur Tarnung ihrer kriminellen Taten. Regelmäßig werden auf den noch leeren Autobahnen Lkw der Großhändler durch (im Film am Anfang gezeigtes) „Lkw-Springen“ ausgeraubt und die erbeutete Ware verkauft. 

Als Penny sich in die Buchhändlerin Renate Münster verliebt, entschließt er sich, aus der Bande auszusteigen. Obwohl der „Chef“ ein gewisses Verständnis für Penny hat, will er ihn nur gehen lassen, wenn er zuvor bei einem letzten, spektakulären Überfall mitmacht.
Der Raubüberfall auf Postgelder, die mit einem Lkw befördert werden, wird perfekt geplant und mit Hilfe eines gestohlenen grauen Fords durchgeführt. Die Beute beträgt die damals riesige Summe von 240.000 Mark. Mit seinem Anteil will Penny mit Renate, die von seinem Doppelleben nichts ahnt, ein neues Leben beginnen. Kommissar Thieme, Polizeirat Proske und Kriminalassistentin Sattler tappen bei der Suche nach den Räubern im Dunkeln. Es sind kaum brauchbare Spuren aufzufinden. Dann aber begeht Peter einen Fehler. Von seinem Gewissen geplagt, schickt er seinen Anteil anonym der Polizei zu. Diese Postsendung und eine am Fluchtauto im Wald gefundene Tankquittung liefern Kommissar Thieme später genug Spuren und Hinweise, um dem Quartett auf die Spur zu kommen.

## Hintergrund
Der Film basiert auf einem tatsächlich ausgeführten Postraub aus dem Jahr 1949 in Mannheim. Dieser Überfall wurde von Günther Hörner, einem der größten Gauner der frühen Nachkriegszeit, und seinen Mitstreitern, den Brüdern Stuck, Peter Breuning und Robert Panko alias „Knabenschuh“, begangen.
Bei diesem Postraub, der im Film fast komplett nach den Tatsachen dargestellt wurde, wurden tatsächlich „nur“ 160.000 Mark erbeutet, was nach damaligen Verhältnissen aber immer noch eine gigantische Summe war und somit in ganz Westdeutschland für Aufsehen sorgte. Da der Postraub so erfolgreich begangen wurde und Methoden von sonst eher in den USA tätigen Gangsterbanden benutzt wurden, vermutete der im besetzten Deutschland zuständige US-Major von der Criminal-Investigation-Division der Besatzungstruppe, die Täter könnten eigentlich nur aus dem für seine Gangster berühmten Chicago und somit aus der Besatzungsarmee stammen.
Zusätzlich hatten die Täter zuvor in Zwingenberg (Bergstraße) den roten Chevrolet eines US-Leutnants als Fluchtfahrzeug gestohlen. Weil dieser Wagen aber eine Panne hatte, stahlen sie demselben Leutnant ein paar Tage später seinen grauen Ford Modell 48 mit US-C-Kennzeichen der Besatzungstruppen. In diesem Ford warteten die Täter, die durch einen Informanten genau über den Zeitplan des Geldtransportes und die Summe des transportierten Geldes informiert waren, vor dem Postamt am Mannheimer Hauptbahnhof. Als der Geldtransporter um die Ecke der Schloßstraße bog, schnitten die Posträuber ihm mit dem grauen Ford den Weg ab und zwangen ihn so zum Anhalten.
Sie bedrohten die Beamten mit ihren amerikanischen Pistolen und entrissen ihnen die Geldsäcke. Eine sofortige Verfolgung blieb zunächst wirkungslos, der Fluchtwagen wurde später leer und vermeintlich ohne Spuren aufgefunden, nicht weit von der Stelle, wo zuvor der rote Chevrolet abgestellt wurde.
Panko wurde 1950, kurz nach seinem 22. Geburtstag, zu einer Zuchthausstrafe von fünf Jahren und drei Monaten verurteilt.

## Produktionsnotizen
Der Film wurde an einigen Originalschauplätzen in Mannheim und Umgebung gedreht. Es war die einzige Regiearbeit von Otto Wernicke und der erste Film, in dem Wolfgang Neuss mitspielte. Die Uraufführung erfolgte am 12. Oktober 1950 in Mannheim.
Von Seltenheit sind die Originalaufnahmen am Anfang und Ende des Films auf der Reichsautobahn, die kurz nach dem Krieg gemacht wurden.